# Suffolkschaap

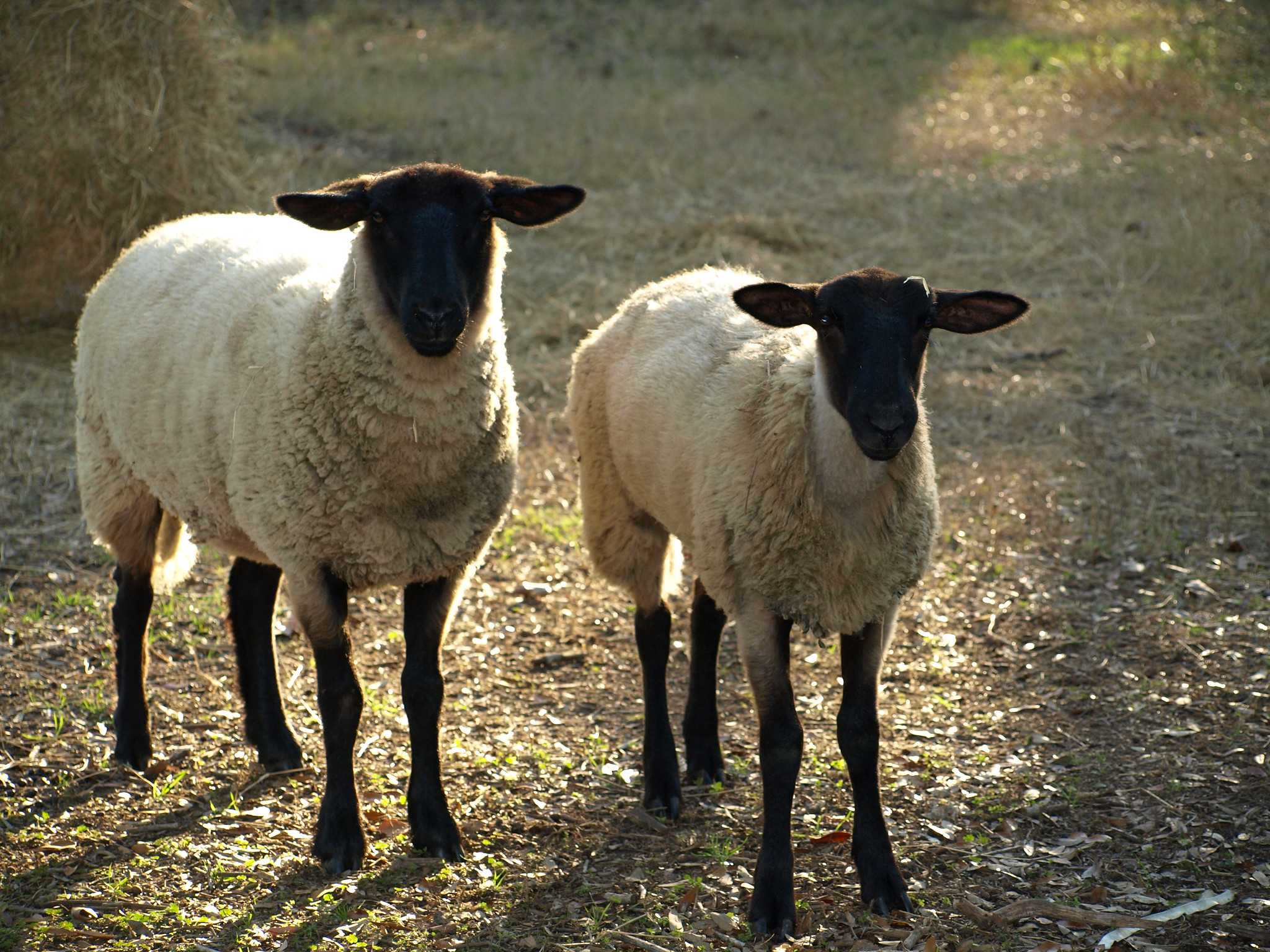
Suffolkschapen

Het Suffolkschaap is een Engels schapenras. Het is ontstaan in het zuidoosten van Engeland in het graafschap Suffolk. Het ras is gefokt door het kruisen van Norfolk Horn ooien met Southdown rammen. De Engelse stamboek vereniging, de Suffolk Sheep Society is opgericht in 1886. Typische kenmerken zijn de zwarte kop en poten en de fijne witte wol. Het is een echt vleesras. De Suffolk-ram vererft op de kruising lammeren als belangrijkste eigenschap een hoge groeisnelheid, waardoor de lammeren na 10 tot 14 weken reeds een levend gewicht van meer dan 40 kilogram halen, dus snel slachtrijp zijn.
Andere kenmerken zijn de stevige bouw, en de lange zwarte oren. Ze zijn rustig van aard. De bronstperiode start al in augustus, waardoor vroege (paas)lammetjes mogelijk zijn. Het ras is in Engeland van grote economische betekenis als leverancier van slachtlamvaderdieren. Meer dan de helft van de Engelse slachtlammeren hebben een Suffolk-ram als vaderdier. 
De belangrijkste factoren voor de groeisnelheid zijn de lengte en de borstomvang van het Suffolkschaap, gecombineerd met een goed aangesloten en ruim bespierd lichaam.
Volwassen Suffolk-rammen halen een levend gewicht van 140 kilogram en ooien circa 95 kilogram.
In Nederland zijn zo'n tweehonderd fokkers aangesloten bij het Suffolk Stamboek Nederland.